# Corticarina milleri
Corticarina milleri là một loài bọ cánh cứng trong họ Latridiidae. Loài này được Andrews miêu tả khoa học năm 1992.